# Papir
Papír je ploskovni material, sestavljen pretežno iz prepleta vlaknin, na katerega se zapisujejo znaki (črke in/ali črte), simboli ...

## Zgodovina izdelave papirja
- Kitajski izdelovalci so 500 let dobro varovali skrivnost izdelave papirja.
- Leta 610 je informacija prvič prišla v Korejo in nato na Japonsko. Surovinska baza se je razširila. Nadomestijo jih z ličjem murvinih dreves, s konopljinimi vlakni, z riževo slamo. Poenostavil se je postopek izdelave.
- Okoli 751 leta so prinesli postopek izdelave v arabske dežele. Papirnice v Samarkandu so tehnologijo izboljšale. Vlaknom dodajajo polnila in lepila (v glavnem škrobova). Bambusova sita zamenjajo z drobnimi kovinskimi siti.
- Ko zavzamejo Arabci del Pirinejskega polotoka, se način izdelave papirja prenese tudi na evropska tla.
- Leta 1144 v papirnici v Xatini prvič meljejo na stopah tkaninsko kašo. Mehanizirani postopek pomeni skrajšanje celotnega postopka.
- 1267 papirnica v Fabrijanu / Italija /
- 1338 papirnica La Pielle / Francija /
- 1388 papirnica Gleissmuler / Nemčija /
- 1585 Dartford / Anglija /
- 1665 takratna Rusija
- 1671 prvi mlin za mletje osnovne mase, imenovan holandec / Holandija /
- 1774 beljenje barvnih krp s klorom (nemški kemik Scheler); s tem se znatno razširi surovinska baza.
- 1799 prvi papirni stroj – izumitelj Louis Robert (Francija) – ročni pogon – dolžina traku 15 m. Sušenje in rezanje je potekalo izven stroja.
- 1850 mehanski pogon stroja – močnejši natok mase – zvečana hitrost – 2000 kg papirja v 24 urah – širina traku 1.5 m /Anglija/
- 1844 leta pričnejo z uporabo nove surovine – lesovine, kar pomeni znatno razširjanje surovinske baze (izumitelj F.G. Keller).
- 1874 nemški kemik Mitscherlich po kemičnem postopku izloči čisto celulozo iz rastlinskih vlaken.
- 20. stoletje - avtomatizirano merjenje in mešanje surovin, avtomatska izdelava: širina traku  8 m, 64 tekočih kilometrov traku na uro…

### Razvoj papirništva na slovenskem ozemlju
Na Slovenskem je poraba in potreba po papirju narasla v dobi reformacije, v drugi polovici 16. stoletja. Iz Italije pripeljane količine papirja niso več zadostovale, zato je nastala prva domača delavnica papirja. Leta 1579 jo je na Fužinah ob Ljubljanici postavil Janž Kisl, ki je bil ugleden zaščitnik protestantske književnosti. V omenjeni delavnici je mojster Pankrac izdelal prvi list papirja na Slovenskem. 
- 1579    mlin za mletje papirne mas: Fužine pri Ljubljani
- konec 17. stol. mlin za mletje papirne mase v bližini Vipave
- 1716    mlin za mletje papirne mase  - Žužemberg
- 1750    Sv. Duh pri Škofji Loki, Škofja Riža pri Radečah /Zidani most/
- 1767    Ajdovščina
- 1799    francoz Louis Robert patentira iznajdbo parnega stroja.
- 1832    Lobnica pri Rušah
- 1832    Goričane
- 1843    papirnica na desnem bregu Ljubljanice – 24.junija prvi papir v vevški papirnici
- 1851    papirnica na levem bregu Ljubljanice – Vevče pri Ljubljani
- 1861    Medvode
- 1869    industrijski koncern (Terpinc, Zeschko) – Goričane, Medvode, Vevče
- 1871    gradnja tovarne papirja Sladki Vrh (Feuerloscher)

Izmed tovarn papirja, ki so bile zgrajene konec 19. st., velja omeniti še tovarno papirja v Tržiču (l. 1881), izmed tovarn papirja, postavljenih po prvi svetovni vojni pa papirnico v Količevem, ustanovljeno leta 1920.
- Papirnica v Goričanah (risba, 1890)
- Papirnica Vevče nekoč.
- Tovarna kartona in papirja Sladki Vrh leta 1961

## Vrste, debelina in teža
Debelina papirja je normalna razdalja med vzporednima stranema papirja, spodnjo in zgornjo stranjo, in je izražena v [mm]. Debelina vpliva na fizikalne, optične in električne lastnosti papirja. Merimo jo z mikrometrom. Njeno določanje je predpisano s standardom SIST ISO 534. Za merjenje debeline se uporabljajo različni merilniki debeline s specifičnim obsegom merjenja (v mikrometrih). Debelina je običajno premosorazmerno povezana s težo (teža enega kvadratnega metra izdelka je izražena z enoto g/m2). V ZDA je debelina običajno podana v tisočinkah inča. Papir je lahko debel med 0,07 in 0,18 milimetra.
Težo papirja v Evropi in drugih regijah, ki uporabljajo sistem velikosti papirja ISO 216, merimo v gramih na kvadratni meter (gsm ali  g/m2). V pogovornem jeziku za težo papirja oziroma pole uporabljamo izraz gramatura. Papir za tiskanje je običajno težak med 60 gsm in 120 gsm. Karkoli težjega od 160 gsm velja za karton. Teža snopa je torej odvisna od dimenzij papirja in njegove debeline.
V ZDA je teža predstavlja težo snopa (običajno 500 listov) različnih "osnovnih velikosti", preden se papir razreže na velikost, ki se prodaja končnim uporabnikom. V ZDA je papir za tiskanje običajno težek 20 lb, 24 lb, 28 lb ali 32 največ lb. Karton za naslovnice je običajno težak 68 lb, karton, ki tehta 110 lb ali več, pa se šteje za kartonski papir.
Sistem ISO 216, ki se uporablja v večini evropskih držav, temelji na površini lista papirja, ne na širini in dolžini lista. Ta sistem je bil prvič sprejet v Nemčiji leta 1922 in se je široko razširil, ko so države sprejele metrični sistem. Največja standardna velikost papirja v tem sistemu je A0 (A nič), ki ima površino enega kvadratnega metra (pribl. 1189 × 841). mm). A1 je polovica velikosti lista A0 (tj. 594 mm × 841 mm), kar pomeni, da sta dva lista A1, položena drug poleg drugega, skupaj enaka velikosti enega lista A0. A2 je polovica velikosti lista A1 in tako naprej. Med najpogosteje uporabljenimi velikostmi v pisarniškem in domačem okolju sta  A4 in A3 (A3 je velikost dveh listov A4).
Večina komercialnega papirja, prodanega v Severni Ameriki, je razrezanih na standardne velikosti papirja, ki temeljijo na običajnih enotah in so določene z dolžino in širino lista papirja. Standardne velikosti papirja v Severni Ameriki vključujejo velikosti, kot so Letter (8,5 x 11 palcev), Legal (8,5 x 14 palcev), in Tabloid (11 x 17 palcev). Te velikosti so zasnovane tako, da ustrezajo različnim potrebam tiskanja in dokumentacije ter so pogosto uporabljene v pisarnah, šolah in drugih ustanovah za ustvarjanje pisnih del, uradnih dokumentov in publikacij.
Gostota papirja se giblje od 250 kg/m³ za toaletni papir do 1500 kg/m³ za nekaj posebne vrste papirja. Papir za tiskanje ima približno gostoto 800 kg/m³.
Papir lahko razvrstimo v sedem kategorij:
- Tiskarski papirji širokega asortimana.
- Ovojni papirji za zaščito material in trgovskega blaga.
- Pisalni papir, primeren za pisarniške potrebe. .
- Vpojni papirji z vpojno sposobnostjo.
- Risalni papirji z grobo površino, ki jih običajno uporabljajo umetniki in oblikovalci, vključno s papirjem za kartušnim papirjem.
- Ročno izdelani papirji, vključno z večino dekorativnih papirjev, ingres papirji, japonski papirji in robčki, za vse je značilno pomanjkanje smeri vlaken.
- Posebni papirji, vključno s cigaretnim papirjem, toaletnimi robčki in drugimi industrijskimi papirji.

Nekatere vrste papirja so:
- Armiran papir: ojačan papir
- Banana papir
- Blueback papir: odporen proti vremenskim vplivom
- Cigaretni papir
- Filtrirni papir
- Fotografski papir
- Karbon papir: brezlesen papir
- Krep papir: strojno nagrbančen papir
- Natron papir: za izdelavo vreč
- Nepremočljiv papir
- Offset papir: Kopirni / tiskalni papir
- Pergamentni papir: neprepusten za maščobo
- Prerisovalni papir: za tehnične konstrukcije in gradbene načrte
- Reciklirani papir
- Tapetni papir
- Umetniški papir: s sijajnim ali matiranim premazom
- Papirne tapete
- Vrednostni papir: za bankovce
- Washi papir: tradicionalni japonski papir

## Izdelava
Današnji papir je narejen iz lesne celuloze in polnil, kot so npr. apno, belilo, silicijev pesek ipd. Boljši papirji so narejeni iz bombažne celuloze (stare krpe, obleke). Predhodnika papirja sta bila papirus, pergament in velum.
Pred iznajdbo papirja so različne kulture sveta uporabljale raznovrstne materiale za posredovanje pisnih informacij. Vlogo prenašalca iz časa v čas so prevzemali kamen, glina, les, kovina, papirus, pergament, blago, lubje, »papir« iz stržena riževih stebel.

### Papir iz rastlinskih vlaken
Izdelava je podobna izdelavi papirusa. Osnovne surovine so rastlinska vlakna: trstika, bambus, slama žitaric.
- Čas: 180 let pr. n. št.
- Tehnolog: neznan.
- Kraj: Kitajska, dinastija Han

### Papir iz ostankov svilenih krp
Osnovne surovine so ostanki svilenega snutka, ter razcefrani, obrezani ostanki svile, ki je pisalna osnova za pisanje s čopičem ter tušem. Namakanje vlaken omogoča boljšo cefranje in s tem manjša delce. Na bambusovih sitih zbirajo vlaknino, s stresanjem sita pospešijo odtekanje vode ter plastenje vlaken na situ. Rezultat takšnega tehnološkega postopka je bil papir, po izdelavi in po izgledu podoben današnjemu. 
- Čas: 105 let n. š.
- Tehnolog: Cau Lin